# 수은 온도계

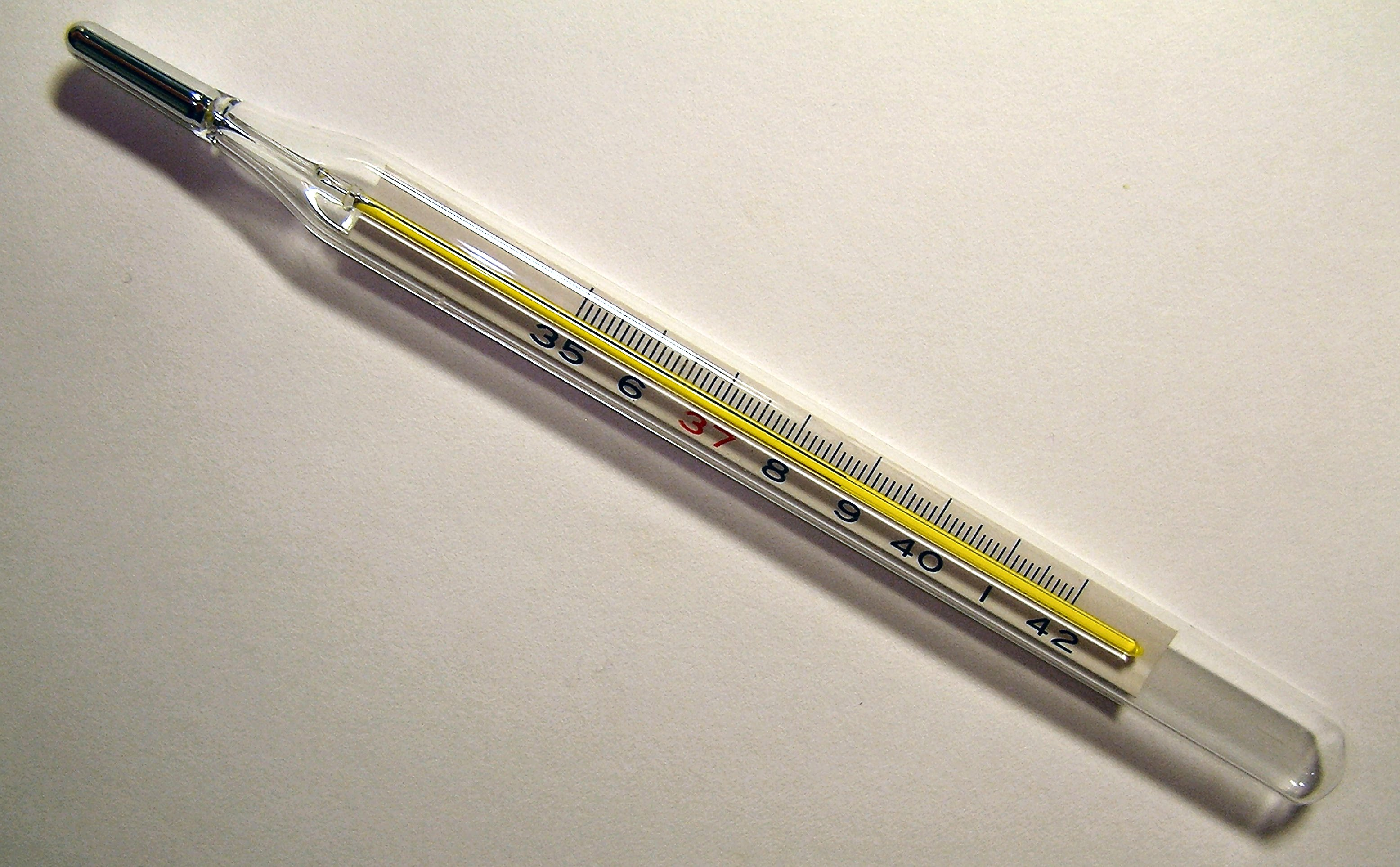

수은 온도계(영어: Mercury-in-glass thermometer)는 유리관 안에 수은을 넣은 온도계이다. 알코올 온도계보다 정확하지만 섭씨 영하 39도에서 동파되는 문제와 독성 문제가 있다.

## 구조
기본 수은 온도계는 모세관 보어(capillary bore)라고 불리는 매우 얇은 채널에 연결된 수은으로 채워진 저장소(reservoir)를 둘러싸고 있는 정밀하게 제작된 튜브 모양의 유리 조각으로, 저장소의 수은이 확장될 수 있는 챔버를 제공한다. 저장소가 들어 있는 튜브의 짧으면서 전구 모양의 끝 부분을 벌브(bulb)라고 하며, 구멍이 있는 길고 좁은 끝 부분을 스템(stem)이라고 한다. 스템에 새겨져 있거나 그 옆에 조심스럽게 정렬된 판에 눈금이 있는 온도 눈금이 새겨져 있다. 벌브 근처의 온도는 더 낮고 스템 꼭대기 근처의 온도는 더 높다. 수은 위의 공간은 질소 가스로 채워질 수도 있고 대기압보다 낮은 부분 진공 상태일 수도 있다.